# گنجشک روباهی نوک‌کلفت
گروه گنجشک روباهی نوک‌کلفت (نام علمی: Paserella (iliaca) megarhyncha) از گونه‌های شگفت سیرا نوادان با نوک بزرگ در سردهٔ Passerella است. در حال حاضر به عنوان یک «گروه زیرگونه‌ای» در گنجشک روباهی طبقه‌بندی می‌شود و در انتظار پذیرش گسترده‌تر وضعیت گونه آن است.